# Epichloë liyangensis
Epichloë liyangensis är en svampart som tillhör divisionen sporsäcksvampar, och som beskrevs av Z.Wang, Y.Kang och H.Miao. Epichloë liyangensis ingår i släktet Epichloë, och familjen Clavicipitaceae. Arten har ej påträffats i Sverige.